# 1Up.com
A 1UP.com egy videójátékokkal foglalkozó weblap, amely az UGO Entertainment; a Hearst Corporation egyik leányvállalata tulajdonában van mióta a 1UP Networköt (kivéve az Electronic Gaming Monthly újságot) felvásárolták a Ziff Davis Mediától. A hálózat része a GameVideos, a MyCheats és a GameTab is.
A 2003-ban alapított 1UP.com a saját cikkein kívül még, híreket, játékteszteket és videó interjúkat tesz közzé, valamint az EGM cikkeit is kibővíti és átfogó személyi számítógépes tartalommal (a már megszűnt Games for Windows: The Official Magazine kiegészítéseként) is rendelkezik. Ellentétben az olyan régebbi videójátékos weboldalakkal, mint a GameSpot, az IGN vagy a GameSpy a 1UP.com-ot már a kezdetektől egy a játékosoknak szánt közösség központú társasági hálózatnak építették. Például a weblap csaló kódokkal foglalkozó aloldalát; a MyCheats.1UP.com-ot úgy építették fel, hogy a közösség tagjai hozzájárulhassanak a végigjátszások kidolgozásához. A játékos, a szerkesztők és a játékfejlesztők is létrehozhatják a weblapon a profiljukat, a blogjaikat és a barát listáikat, amelyek beépülnek a szerkesztői tartalmakba (előzetesek, tesztek).
A 1UP.com különleges egy hét hosszú „online címlapsztorikat” is készít (például a Soulcalibur III, a The Legend of Zelda: Twilight Princess és a Virtua Fighter 5 játékokról), amelyben minden nap egy új részletes cikket, interjúkat a fejlesztőkkel, képernyőkép galériát, videó felvételeket a játékból és a játékfejlesztő stúdióról vagy az alkotókról készített videót tesznek közzé.

## 1UP show-k és podcastok
A 1UP.com számos audió és videó podcastot készített, melyek közül több hetente jelent meg. A már évek óta sugárzott 1UP Yours volt a hálózat legfőbb internetes rádió műsora, amelyben a 1UP hálózat több szerkesztője aktuális témákat vitattak meg, valamint a személyes játéktapasztalataikat és aktuális híreket osztottak meg. Bár számos vendég megfordult az epizódok során, azonban a műsort minden héten Garnett Lee, Shane Bettenhausen és David Ellis vezette. A műsor epizódjait minden pénteken tették közzé. Ezt a heti videó podcast; a The 1UP Show követte, amelyben játékok előzetesei és tesztjei, videójátékkal kapcsolatos események beszámolói, viták a játékos kultúráról, valamint a játéktervezőkkel készített interjúk jelentek meg. Ennek házigazdája Jane Pinckard, John Davison, Luke Smith, Mark MacDonald és Bryan Intihar volt.
Azonban a 2009 januárjában, amikor az UGO hálózatot felvásárolta a Hearst Corporation több ilyen podcastot/műsort felfüggesztettek, illetve néhány esetben meg is szüntettek. Garnett Lee létrehozta a 1UP Yours második „iteráció”-ját Listen UP néven, amely hasonló, de némileg szűkebben összpontosított formátumot használt mint az eredeti 1UP Yours, és 2009 januárjától októberéig futott; addig amíg Lee a el nem kezdett a GameFly-nál dolgozni. Annak ellenére, hogy több podcastot és műsort megszüntettek több volt 1UP alkalmazott elindította a saját játékokkal kapcsolatos műsorát, podcastját vagy weblapját; köztük a The Geekbox-szal (Ryan Scott), az Eat-Sleep-Game-mel és annak podcastjával, a Rebel FM-mel (Anthony Gallegos és Tyler Barber), és az Area 5 TV a heti videó podcastjával, a CO-OP-pal (Ryan O’Donnell, Matt Chandronait, Jason Bertrand, Jay Frechette, Rob Bowen és Cesar Quintero).
2009 októberének végén David Ellis (korábban a Listen UP tagja) létrehozta az új „legfőbb” podcastot 4 Guys 1UP néven.
A jelenlegi audió podcastok közé tartozik az In This Thread, a Retronauts, a The Oddcast (korábban Good Grief), az Active Time Babble, az at1UP, a The Sports Anomaly és a The Sound Test. A jelenlegi videó podcastok közé tartozik a 1UP's Game Night és a 1UP Whiteboard.
A korábbi podcastok közé tartozott a Listen UP, a 1UP Yours, a 1UP FM (korábban EGM Live), a Legendary Thread, a GFW Radio/LAN Party, a radiOPM, a Review Crew, a The 1UP Show és a Broken Pixels.

## 1UP blogok
- Pixel Jocks – A 1UP sportjáték blogja
- The Grind – A 1UP szerepjáték blogja
- Chiptuned – A 1UP játékzene blogja
- Retronauts – A 1UP retro játékok blogja

## Személyzet
- Sam Kennedy – Szerkesztői igazgató
- Matt Leone – Vezető felelős szerkesztő
- Jeremy Parish – Felelős szerkesztő
- Thierry „Scooter” Nguyen – Felelős szerkesztő
- Alice Liang – Associate Managing Editor
- Justin Haywald – Szerkesztő (tesztek)
- Frank Cifaldi – Szerkesztő (hírek)
- Mike Nelson – Vezető szerkesztő, MyCheats
- Travis Williams – Designer
- Mike Cruz – Designer
- Wilbert Mui – Web producer
- Tina Sanchez – Közösségszervező